# アゼルバイジャンの水域

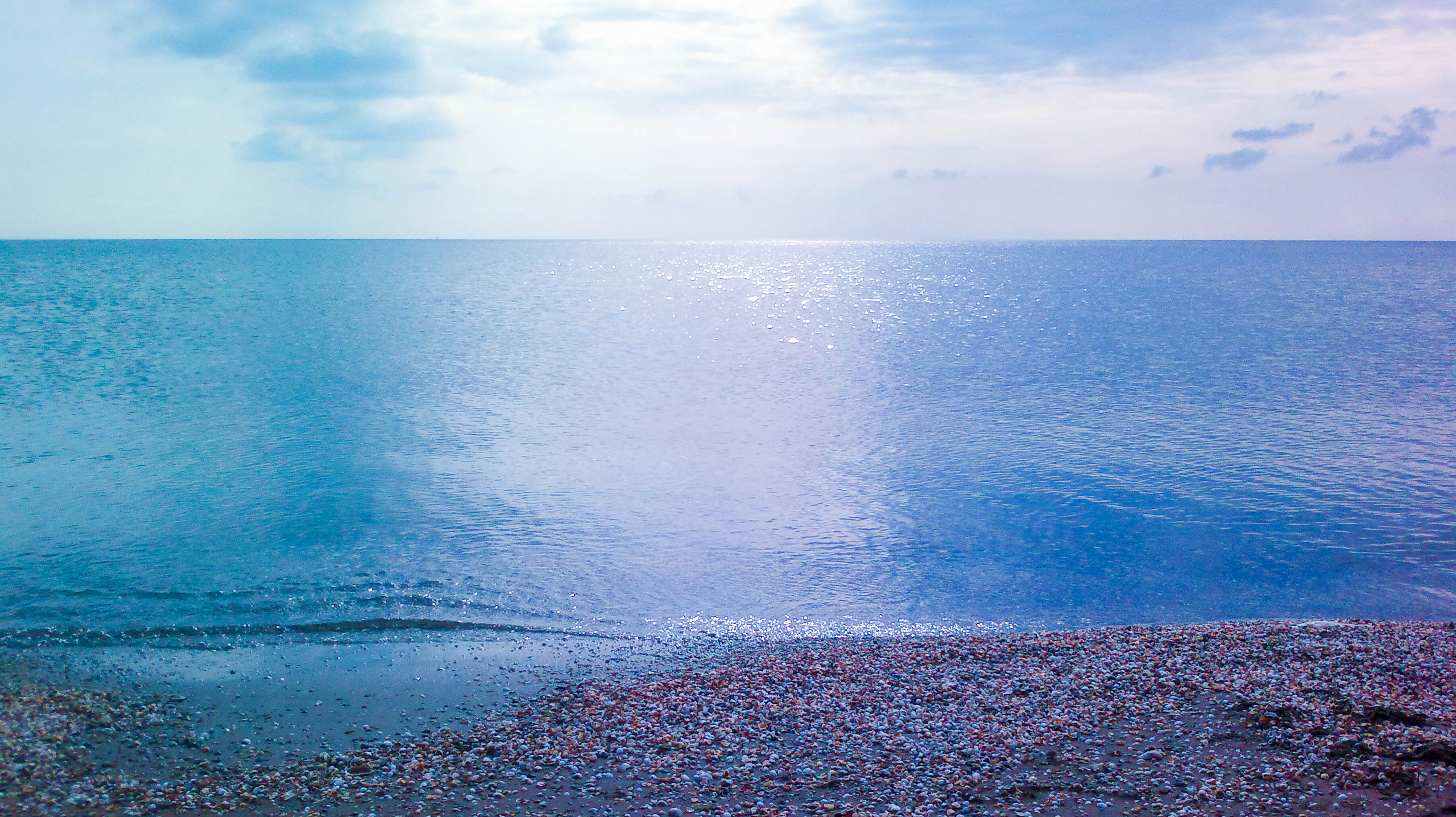
カスピ海海岸、ホヴサンにて。

アゼルバイジャンの水域（アゼルバイジャンのすいいき）は地質時代の長期間にわたって形成し、その間にも多くの変化を遂げている。その証拠に古代の河川跡がアゼルバイジャン国中で点在している。アゼルバイジャンは自然の力と人類の工業活動による影響を受けており、その結果人工的な川（運河）や貯水湖もアゼルバイジャンの水域に含まれている。
水路学上、アゼルバイジャンの水域はカスピ海盆地の一部である。

## 河川

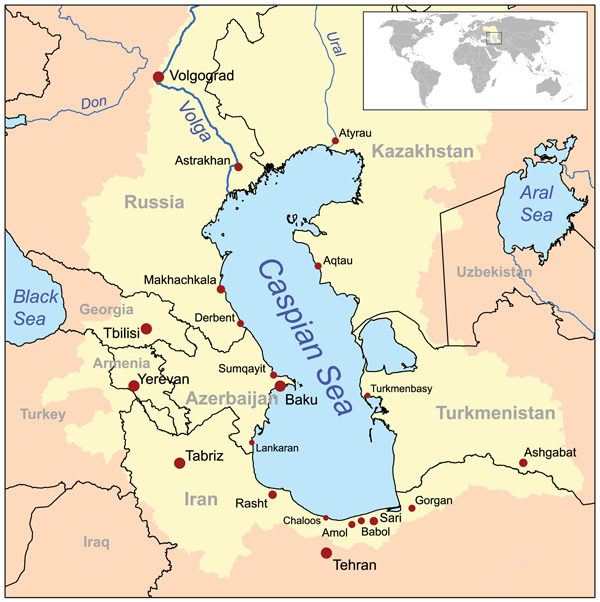
アゼルバイジャンの全ての川が流れるカスピ海の流域。

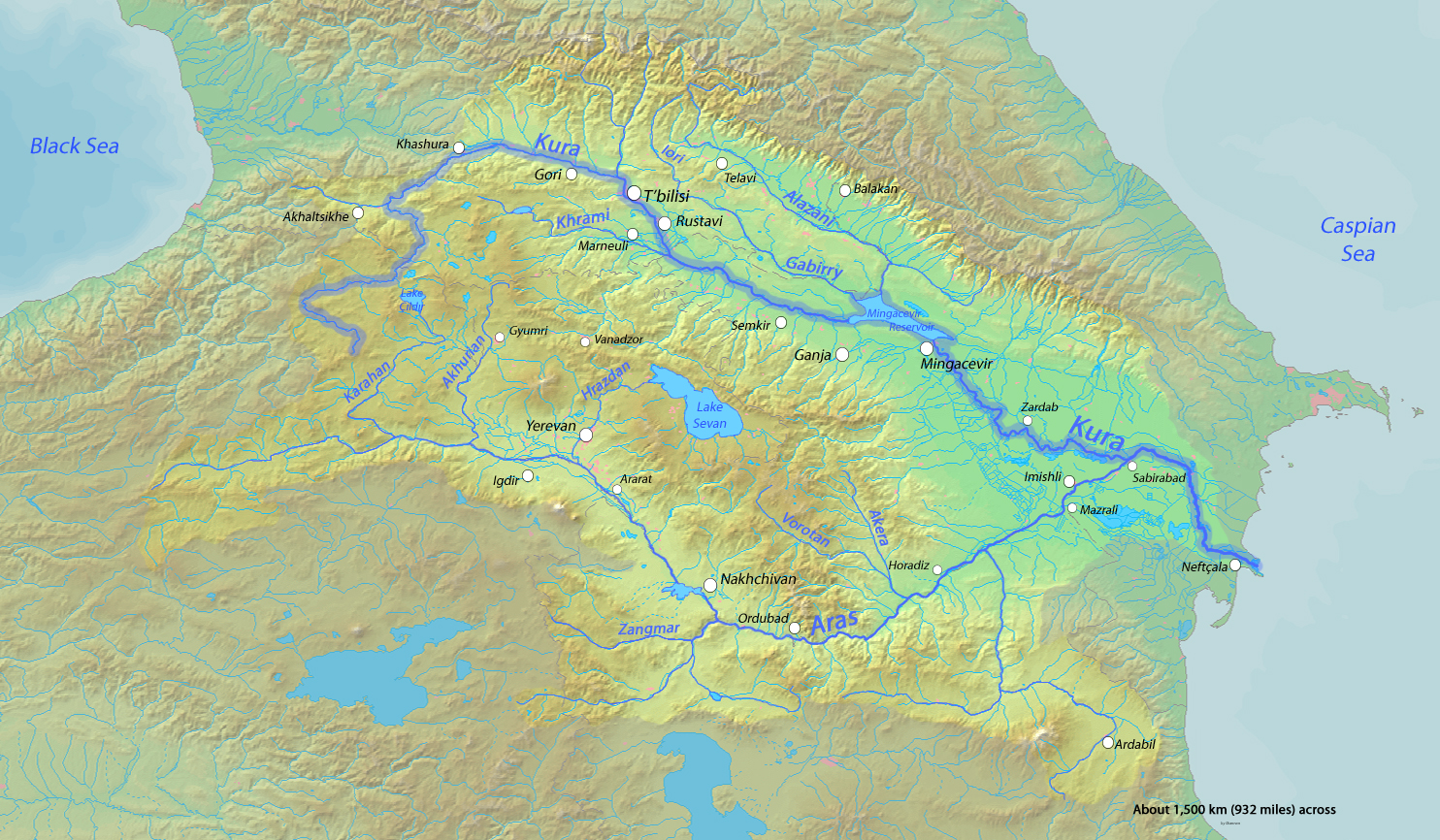
クラ川とアラス川はアゼルバイジャン最長の川であり、その流域はアゼルバイジャンのほぼ全域を含む。

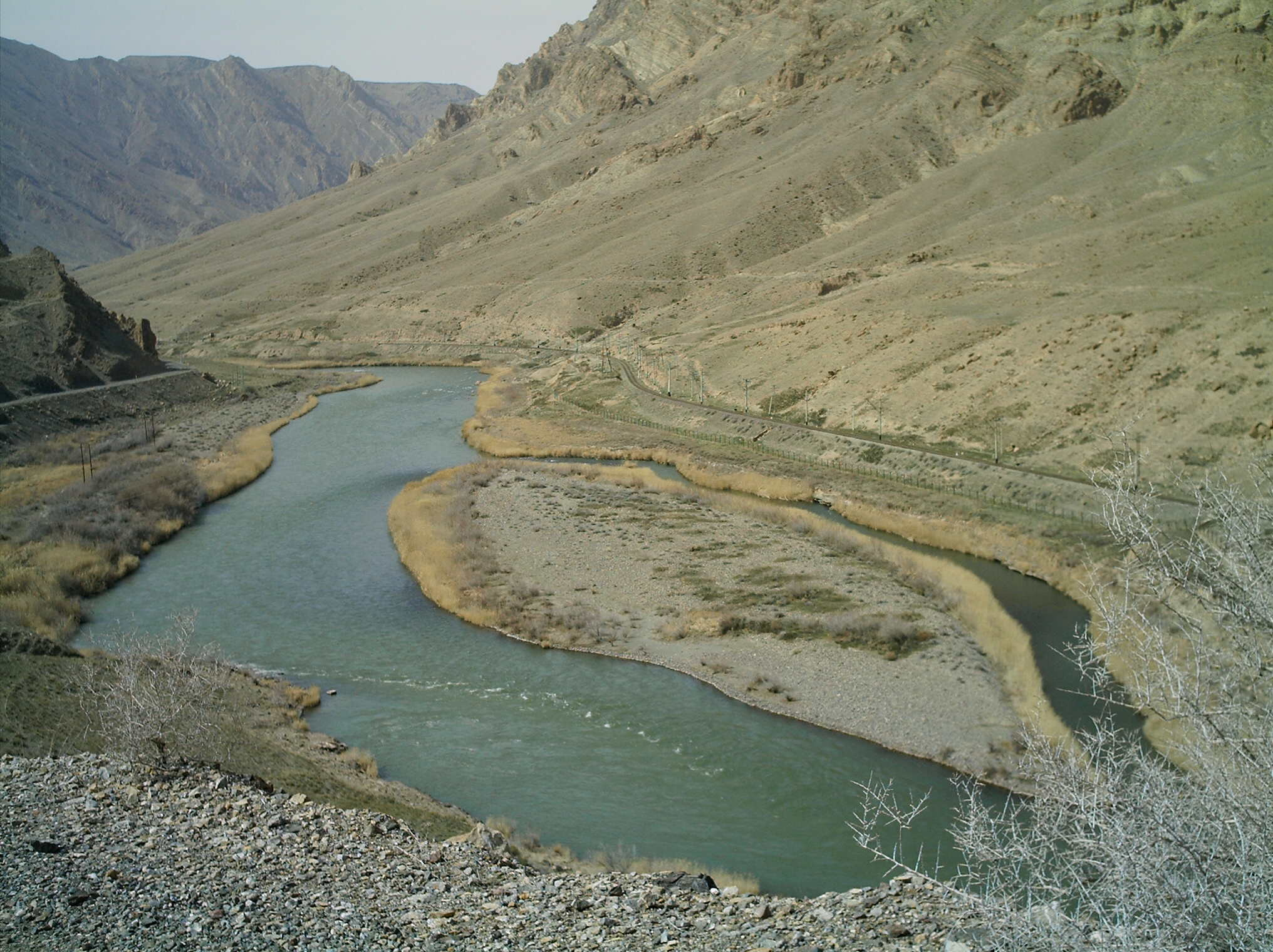
アラス川、アゼルバイジャン領ナヒチェヴァン自治共和国とイランの国境近くにて。

アゼルバイジャンの水域は主に河川で構成される。アゼルバイジャン国内の川は8,359本あり、うち8,188本は長さ25km以下であり、24本は長さ100km以上である。
アゼルバイジャンを流れる最も長い河川は下記がある：
- クラ川 - アゼルバイジャンの主な水源で同国の「大動脈」と言える[2]
- アラス川
- アラザニ川
- イオリ川
- フラミ川
- サムル川（英語版）
- ピルサート川（英語版）
- ボルガール＝チャイ川（英語版）
- アグステフ川（英語版）
- ヘケリーチャイ川（Hekeriychay）
- クレクチャイ川（英語版）
- タルタル川（英語版）
  - アグダバンチャイ川（英語版）
  - レヴチャイ川（英語版）
  - トゥラガイチャイ川（英語版）
- テュリャン川（英語版）
- ヴィレシュ川（英語版）
- カルカル川（英語版）

### 水系
アゼルバイジャンの河川は主に下記の3グループに分けることができる
1. クラ川盆地の河川（カニックス川Qanix、カビッリ川Qabirri、テュリャン川、アグステフ川、シェキール川Shekir、タルタル川、ハチン川Khacinなど）
2. アラス川盆地の河川（アルパチャイ川Arpachay、ナフチヴァン川Nakhchivan、オフチュー川Okhchu、ヘケリー川Hekeri、コンデレンチャイ川Kondelenchayなど）
3. カスピ海に直接流れる河川（サムル川、グジャール川Gudyal、ベルベレ川Velvele、ヴィレシュ川、レンケラン川Lenkeranなど）

アゼルバイジャンの水系は気候、地質、土壌、植生などの影響を受けている。標高が高くなるにつれて、水系の密度はまず上がり、続いて下がる。タリシュ地域を除き、水系の密度が最も高いのは標高1,000-2,500mの1-2 km/km²であり、一方タリシュ地域では標高500-1,000mで密度が最も高くなる（1.6-2.2 km/km²）。密度の全国平均は0.39 km/km²であり、平原での密度0.05 km/km²よりも低い。

## 湖

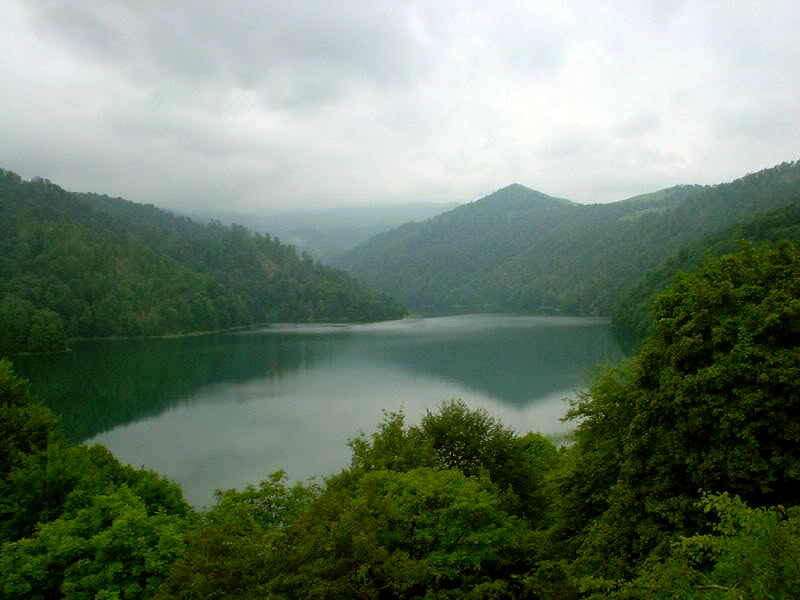
ゴイゴル湖

- アグゴル湖（英語版）
- アジノフル湖（英語版）
- ボユク・アラゴル湖（英語版）
- ボユク・ショル湖（英語版）
- ゴイゴル湖（英語版）
- ハジカブル湖（英語版）
- ジャンダリ湖（英語版）
- マラルゴル湖（英語版）
- マサジル・ゴル湖（英語版）
- サリス湖（英語版） - 面積でも容積でもアゼルバイジャン最大の湖[2]

## 貯水湖

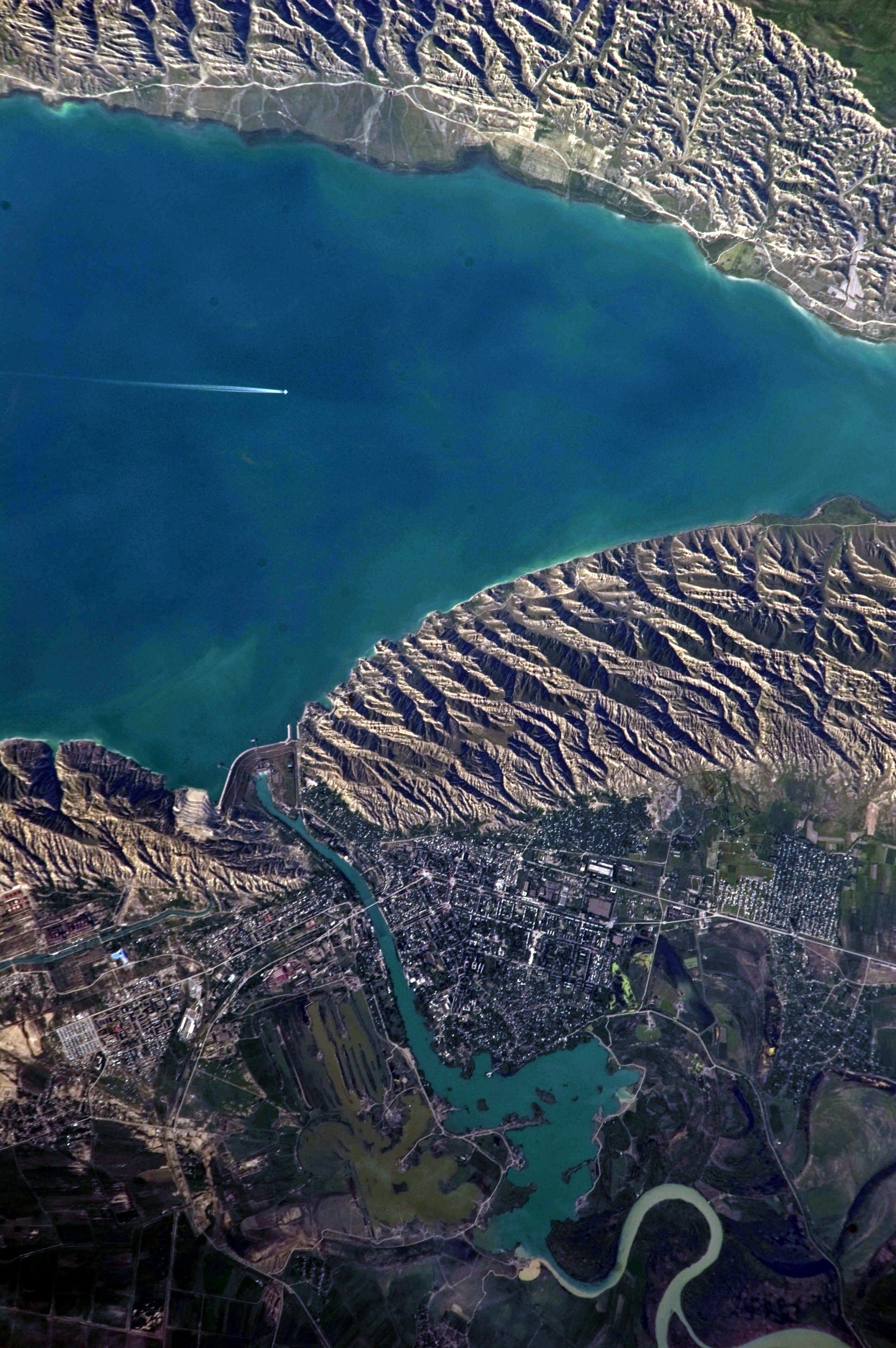
ミンガチェヴィル貯水湖

アゼルバイジャンでは河川の水流、及び水資源とエネルギー資源を制御するために60以上の貯水湖が建設されている。
アゼルバイジャン国内の大型貯水湖には下記がある。
- アグスタファチャイ貯水湖（英語版）
- アラス貯水湖（英語版）
- ジェイランバタン貯水湖（英語版）
- カーンブランチャイ貯水湖（英語版）
- ミンガチェヴィル貯水湖（英語版） - アゼルバイジャンで最大面積の貯水湖[2]
- サルサング貯水湖（英語版）
- シャムキル貯水湖（英語版）
- ヴァルヴァラ貯水湖（英語版）
- ヴィレシュチャイ貯水湖（英語版）
- イェニケンド貯水湖（英語版）